# تجمع يروب (المهرة)

تعديل مصدري - تعديل

تجمع يروب هو "تجمع بدوي" في عزلة الفيدمي بمديرية الغيظة التابعة لمحافظة المهرة، بلغ تعداد سكانها 847 نسمة حسب تعداد اليمن لعام 2004.